# 깁슨 ES 시리즈

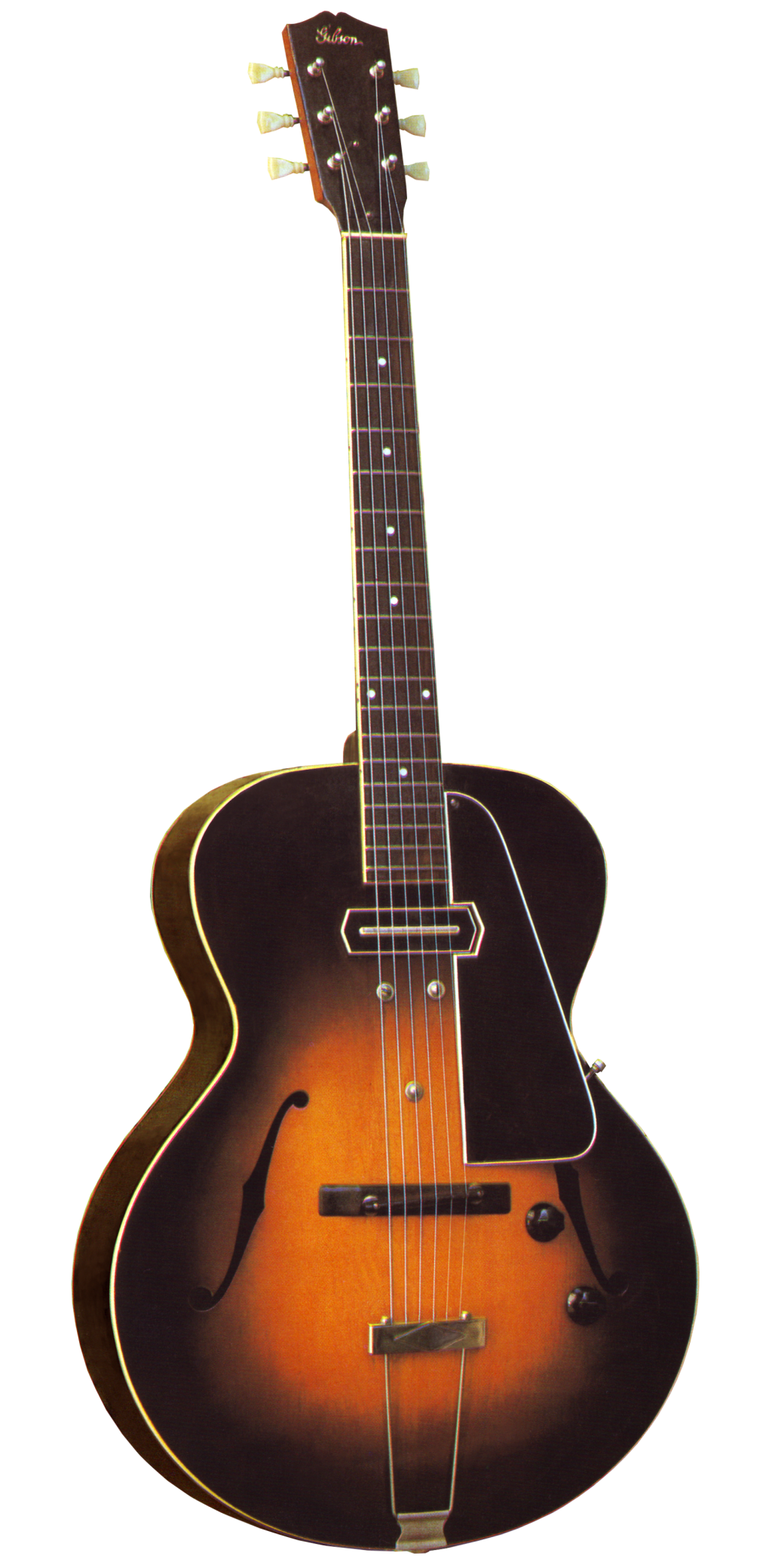

깁슨 ES 시리즈(Gibson ES Series) 깁슨에서 생산하는 세미 어쿠스틱 기타이다.

## 시리즈
- ES-330
- ES-335
- ES-345
- ES-355